# 埃米爾哈立德堡區

36°07′11″N 2°12′09″E / 36.11972°N 2.20250°E
埃米爾哈立德堡區（阿拉伯语：‎），是阿爾及利亞的行政區，位於該國北部，由艾因迪夫拉省負責管轄，首府設於埃米爾哈立德堡，面積585平方公里，2008年人口31,729，人口密度每平方公里54人。